# (28942) Yennydieguez
(28942) Yennydieguez est un astéroïde de la ceinture principale d'astéroïdes.

## Description
(28942) Yennydieguez est un astéroïde de la ceinture principale d'astéroïdes. Il fut découvert le 24 octobre 2000 à Socorro (Nouveau-Mexique) par le projet LINEAR. Il présente une orbite caractérisée par un demi-grand axe de 3,09 UA, une excentricité de 0,13 et une inclinaison de 1,4° par rapport à l'écliptique.

## Compléments